# Longowal
Longowal es una ciudad de la India en el distrito de Sangrur, estado de Punyab. Según el censo de 2011, tiene una población de 23.851 habitantes.

## Geografía
Está ubicada a a una altitud de 231 m s. n. m., a 152 km de la capital estatal, Chandigarh, en la zona horaria UTC +5:30.